# 유로비전 송 콘테스트 1956

참가국

유로비전 송 콘테스트 1956(Eurovision Song Contest 1956)은 제1회 유로비전 송 콘테스트이다. 1956년 5월 24일 스위스 루가노에 위치한 테아트로 쿠르살(Teatro Kursaal)에서 개최되었으며 스위스의 SRG SSR, 이탈리아의 이탈리아 방송 협회가 주관했다. 사회자는 로엔그린 필리펠로가 맡았다. 리스 아시아의 Refrain이라는 곡으로 개최국 스위스가 우승했다.

## 참가국 및 방송국
참가국은 단 7개국으로 12명의 가수가 14곡으로 경쟁했다. 각국이 2곡씩 부른 것은 이번 회차뿐이다. 당초 참가 의사를 밝혔던 영국, 오스트리아, 덴마크는 엔트리 마감 시한을 맞추지 못해 실격 처리되었다.
동시 중계를 실시한 10개국 11개 방송사는 자국 언어로 해설하기 위해 캐스터를 행사 현장에 파견했다.
- 스위스 스위스 방송 협회(SRG SSR)
- 프랑스 프랑스 라디오 텔레비전 방송(RTF)
- 룩셈부르크 CLT 텔레 룩셈부르크(RTL 그룹)
- 벨기에
  - INR(RTBF 벨기에 라디오 텔레비전 프랑스어 방송, 프랑스어)
  - NIR(VRT 플란데런 라디오 텔레비전 방송, 네덜란드어)
- 네덜란드 네덜란드 텔레비전 재단(NTS)
- 서독 ARD
- 이탈리아 RAI 이탈리아 방송 협회

다음 나라의 방송국들은 참가하지는 않았지만 방송을 실시했다.
- 오스트리아 ORF 오스트리아 방송
- 덴마크 SR 스타트스라디오포니엔(DR 덴마크 방송 협회)
- 영국 BBC 영국방송공사

당시에는 텔레비전 보급률이 낮아 제한된 지역밖에 커버하지 못했기 때문에 TV와 라디오 동시 방송을 실시했다. 또한 라디오 음성 기록은 남아 있지만 텔레비전 영상은 소실된 탓에 뉴스 영화 속에 등장하는 우승 장면만 남아 있다.

## 결과
우승곡을 제외하고는 결과 자체는 공개되지 않았다. 사이먼 바클레이의 책 The Complete and Independent Guide to the Eurovision Song Contest 2010(유로비전 송 콘테스트 2010 단독 안내서)에는 결과로 보이는 표가 포함되어 있기는 하지만 저자는 이에 대한 출처를 제공하지 않고 있으며 그는 "제공된 투표는 공개된 적이 없다"고 썼다.
| 순서 | 나라       | 언어       | 아티스트                 | 노래                              | 의미                     | 등수 |
| ---- | ---------- | ---------- | ------------------------ | --------------------------------- | ------------------------ | ---- |
| 01   | 네덜란드   | 네덜란드어 | 예티 파를                | "De vogels van Holland"           | 네덜란드의 새들          |      |
| 02   | 스위스     | 독일어     | 리스 아시아              | "Das alte Karussell"              | 오래된 회전목마          |      |
| 03   | 벨기에     | 프랑스어   | 퓌드 르클레르크          | "Messieurs les noyés de la Seine" | 센강에 빠진 신사         |      |
| 04   | 서독       | 독일어     | 발터 안드레아스 슈바르츠 | "Im Wartesaal zum großen Glück"   | 행운의 대기실에서        |      |
| 05   | 프랑스     | 프랑스어   | 마테 알테리              | "Le temps perdu"                  | 잃어버린 시간            |      |
| 06   | 룩셈부르크 | 프랑스어   | 미셸 아르노              | "Ne crois pas"                    | 믿지 마라                |      |
| 07   | 이탈리아   | 이탈리아어 | 프란카 라이몬디          | "Aprite le finestre"              | 창을 열라                |      |
| 08   | 네덜란드   | 네덜란드어 | 코리 브로컨              | "Voorgoed voorbij"                | 영원히                   |      |
| 09   | 스위스     | 프랑스어   | 리스 아시아              | "Refrain"                         | 코러스                   | 1    |
| 10   | 벨기에     | 프랑스어   | 모니 마르크              | "Le plus beau jour de ma vie"     | 내 삶의 가장 아름다운 날 |      |
| 11   | 독일       | 독일어     | 프레디 크빈              | "So geht das jede Nacht"          | 매일 밤이 이런 식으로    |      |
| 12   | 프랑스     | 프랑스어   | 다니 도베르송            | "Il est là"                       | 그가 여기 있다           |      |
| 13   | 룩셈부르크 | 프랑스어   | 미셸 아르노              | "Les amants de minuit"            | 한밤의 연인들            |      |
| 14   | 이탈리아   | 이탈리아어 | 토니나 토리엘리          | "Amami se vuoi"                   | 날 사랑해도 좋다         |      |